# Антон Стериов
Антон Стериов е български революционер, битолски войвода на Вътрешната македоно-одринска революционна организация.

## Биография
Антон Стериов е роден на 6 януари 1882 година във азотското село Папрадище, тогава в Османската империя. Завършва българската класическа гимназия в Битоля и става учител. През Илинденско-Преображенското въстание е секретар в четата на Георги Сугарев. По-късно е самостоятелен войвода в битолско и участва в сраженията при Смилево. През 1907 година завършва история в Софийския университет. През 1911/1912 година преподава в Скопското българско педагогическо училище. Умира на 6 декември 1924 година във видинското село Чупрене.